# Динамо (стадион, Краснодар)
«Динамо» — стадион в Краснодаре, один из старейших спортивных объектов в Краснодарском крае. Расположен в Центральном микрорайоне. С 2012 по 2023 год находился на реконструкции. В 2023 году в день Физкультурника стадион открылся. Стадион «Динамо» очень известен благодаря Олимпийской чемпионке Людмиле Ивановне Брагиной.

## История
Стадион был построен в 1932 году. В те годы он был крупнейшим спортивным сооружением на Северном Кавказе, трибуны которого вмещали 6 тысяч человек.
В годы Великой Отечественной войны здесь формировались и проходили подготовку бойцы истребительных батальонов для борьбы с фашистским десантом.
После захвата города в августе 1942 года фашистами на территории стадиона располагался лагерь военнопленных N 162 где содержалось до десяти тысяч пленных красноармейцев.
После окончания войны было начато активное восстановление разрушенного стадиона. Эти работы были завершены в 1951 году.
В результате реконструкции вместимость стадиона увеличилась до 11 тысяч человек. В нем ежегодно проходили десятки соревнований по лёгкой атлетике, футболу, волейболу и другим видам спорта.
В 1958 году во время приезда Н. С. Хрущёва в Краснодар на стадионе «Динамо» состоялось его выступление на многолюдном митинге, которое было снято на кинохронику для Всесоюзного журнала «Новости дня».
В 2004 году на поле стадиона проводил свои домашние матчи дублирующий состав краснодарской «Кубани». В 2009 году у стадиона появился инвестор, который хотел возвести на его месте торговый центр.

### Реконструкция
С начала 90-х годов XX века ремонт стадиона не проводился. И на состояние 2010 года пришёл в аварийное состояние. Реконструкция стадиона «Динамо» началась в 2012 году после подписания меморандума между администрацией Краснодарского края и ЗАО «Динамо-Кубань». По проекту реконструкции, на территории стадиона должна была появиться зона для отдыха спортсменов, медико-восстановительный центр, крытый манеж для детских занятий, бассейн и подземная парковка для автомобилей. В 2012 году все старые здания и трибуны снесли и начали возведение принципиально нового объекта с нуля.

Вид на трибуну стадиона со стороны поля

В ходе строительства сроки часто отодвигались. Понадобились изменения по строительной и технической части. Строители столкнулись со сложными геологическими условиями — под стадионом оказался очень водонасыщенный грунт. 
12 августа 2023 года состоялось открытие стадиона. В ходе реконструкции было заменено все — от трибун до футбольного поля. Комплекс стадиона «Динамо» состоит из четырехэтажного здания-трибуны на 3,5 тыс. мест, открытого футбольного поля с беговыми дорожками, теннисными кортами и секторами для прыжков, зонами для разминки. В здании находятся зал для бокса и борьбы, метания ядра, игры в волейбол и гимнастики, тир для пулевой стрельбы и стрельбы из лука, помещения медико-восстановительного центра и допинг-контроля. Всего здесь представлено 15 видов спорта. 
В реконструкцию было инвестировано более 2 млрд рублей. 
Перед центральным входом была установлена скульптура олимпийской чемпионки Людмилы Брагиной. 

Памятник Людмиле Брагиной у стадиона «Динамо»